# Dornstetten

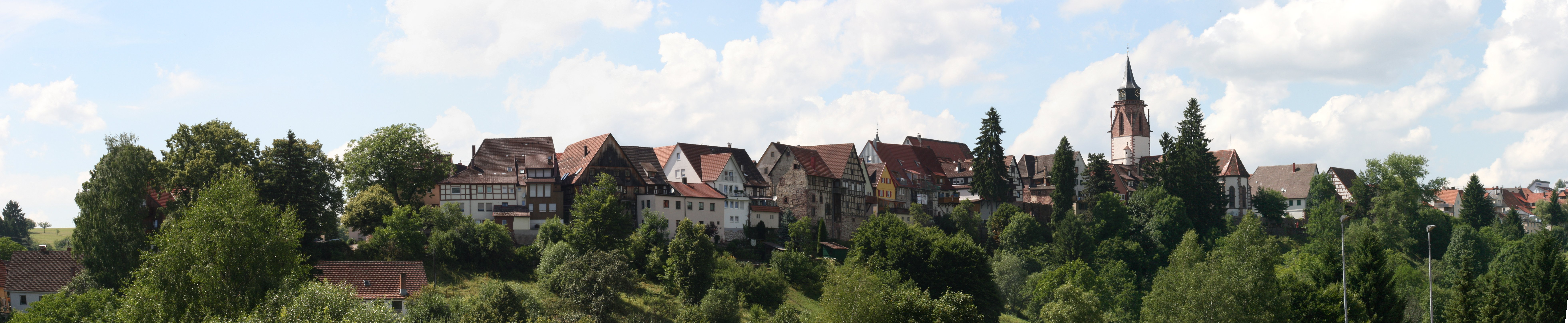
Veduta panoramica della parte vecchia di Dornstetten, da est

Dornstetten è una città tedesca di 8 301 abitanti, situata nel land del Baden-Württemberg.

## Amministrazione

### Gemellaggi
- Scey-sur-Saône-et-Saint-Albin, Francia